# 미스터 주부 퀴즈왕
"미스터주부퀴즈왕"은 2005년에 개봉한 대한민국의 영화이다. 집에서 살림하는 남성 가정주부의 가정이 겪는 갈등과 화해를 주제로 하였다. 

## 줄거리
6년차 남성주부인 진만은 대학교를 졸업후 증권회사에서 근무한 인텔리이자, 뛰어난 살림지식을 갖고 있는 살림전문가이다. 그에게는 방송국 PD로 일하는 아내 수희와 귀여운 딸이 있다.  하지만 엘리트 전업주부인 진만을 절체절명의 위기에 빠뜨리는 사건이 발생한다. 몸이 아픈 장인의 수술을 위해 아내가 들었던 적금을 깨고, 그 돈으로 친목계에 들었다가 그만 돈을 날려버린 것. 장인의 수술까지 남은 시간은 3주. 다급해진 진만은 하나뿐인 친구이자 방송국 직원인 영승과 머리를 맞대고 고민하던 중 거금 3천만 원을 마련할 획기적인 해결책을 발견한다. 바로 주부대상 퀴즈프로그램 ‘주부퀴즈왕’에 출연하는 것으로, 우승자에게 3천만 원을 준다고 한다. 살림과 시사에 밝은 진만은 예선을 무사히 통과하고 본선에 진출하지만, 남성주부를 특이하게 생각하는 방송 제작자들의 눈에 띄게 되어 유명인사가 되는데..

## 캐스팅
- 한석규 : 조진만 역
- 신은경 : 고수희 역
- 공형진 : 영승 역
- 이주현 : 남규 역
- 김수미 : 진만 모 역
- 서신애 : 다나 역
- 염현희 : 주하 역
- 오승명 : 진만 부 역
- 최지혜 : 영철 엄마 역
- 구혜령 : 철수 엄마 역
- 허인영 : 영민 엄마 역
- 정재진 : 수희 부 역
- 이재구 : 유 PD 역
- 김태훈 : 천 AD 역
- 김영애 : 오 작가 역
- 황석정 : 양성자주부 역
- 구본임 : 이금심주부 역
- 송연수 : 한애자주부 역
- 김희령 : 김지혜주부 역
- 이지오 : 영철 역
- 전현우 : 철수 역
- 김훈 : 동철 역
- 홍예인 : 최 작가 역
- 김주령 : 김 작가 역
- 안장훈 : 윤여정남편 역
- 박건일 : 한상민 역
- 박진수 : 생선장수 역
- 박미숙 : 신세대 MC / 룸싸롱아가씨 1 역
- 이창신 : 아파트경비 역
- 윤갑수 : 녹음기사 역
- 최보광 : 간호사 역
- 박찬국 : 요리프로 PD 역
- 오명석 : 뉴스아나운서 역
- 윤미향 : 이사여인 역
- 김태범 : 치한 역
- 김진선 : 김명순주부 역
- 조미초 : 오영실주부 역
- 박혁권 : 진수 역
- 유진희 : 요리사 역
- 권계현 : 요리프로여작가 역
- 권미형 : 요리프로여작가 역
- 하종란 : 할인마트주부 역
- 강성태 : 남성주부 1 역
- 나재균 : 남성주부 2 역
- 최주희 : 룸싸롱 아가씨 2 역
- 김기천 : 퀵배달원 역
- 박미정 : 유치원교사 역
- 최두만 : 봉철 역
- 이완희 : 봉수 역
- 전소민 : 어린 다나 역
- 김희권 : 일식집조리장 역
- 오승환 : 호텔직원 1 역
- 조윤성 : 호텔직원 2 역
- 이민성 : 호텔직원 3 역
- 길수현 : 토크쇼 MC 역 (우정출연)
- 정재헌 : 뉴스기자 역 (우정출연)
- 이화선 : 토크쇼패널 역 (우정출연)
- 장재영 : 토크쇼패널 역 (우정출연)
- 정용국 : 토크쇼패널 역 (우정출연)
- 장경희 : 토크쇼패널 역 (우정출연)
- 정아름 : 토크쇼패널 역 (우정출연)
- 최은영 : 토크쇼패널 역 (우정출연)
- 남경표 : 토크쇼패널 역 (우정출연)
- 천진호 : 토크쇼패널 역 (우정출연)
- 손범수 : 주부퀴즈왕 MC 역 (특별출연)
- 임현식 : 복덕방주인 역 (특별출연)
- 강병규 : 토크쇼 MC 역 (특별출연)
- 조은지 : 미용사 역 (특별출연)
- 김숙 : 은진엄마 역 (특별출연)
- 박철 : 라디오MC 역 (특별출연)
- 김종환 : 주부퀴즈왕성우 역 (특별출연)